# Carlos Pradal
Carlos Pradal, né le 17 février 1932 à Madrid et mort le 30 novembre 1988 à  Paris, est un peintre espagnol qui a travaillé principalement à Toulouse.

## Biographie
Carlos Pradal est le fils de Gabriel Pradal Gómez (1891-1965), homme politique espagnol, député républicain et socialiste d'Almería, en Andalousie, élu en 1931 et en 1936. Carlos Pradal naît donc en 1932 à Madrid, où travaille son père. En 1939, à la suite de la chute de Madrid, conquise par les troupes franquistes dans les derniers mois de la guerre d'Espagne, sa famille est contrainte à l'exil et s'installe en France, à Toulouse, dans un appartement de la cité Madrid, dans le quartier des Sept-Deniers (actuel no 69 route de Blagnac).
Carlos Pradal obtient en 1956 une licence d'espagnol et devient maître auxiliaire. Il pratique en même temps le dessin et la peinture, suivant les cours de Raoul Bergougnan. En 1960, il expose à la galerie Maurice Œillet à Toulouse. Il collabore comme illustrateur à La Dépêche du Midi. En 1970, il présente une exposition à thème, Les beaux quartiers (des « écorchés » et morceaux de boucherie). La plupart de ses expositions suivantes sont à thème : les Passantes (1970), les Billards (1980), le Flamenco (1984).
En 1972, il s'installe à Paris, où il devient l'ami des peintres Joaquín Peinado et Orlando Pelayo et rejoint les peintres de l'École espagnole de Paris. En décembre 1975, peu après la mort de Francisco Franco, il retourne en Espagne où son exposition à la Galeria Frontera de Madrid est louée par la critique unanime. Par la suite, il expose régulièrement en Espagne. En 1986, le musée des Augustins de Toulouse lui consacre une grande rétrospective.
Il consacre les dernières années de sa vie au dessin et à la traduction des poètes espagnols. Il est le père du guitariste Vicente Pradal et le beau-frère du guitariste de flamenco Pedro Soler.
Son œuvre est présente en France dans les musées de Toulouse, Paris et Castres.